# TER Aquitaine

Train Express Régional SNCF

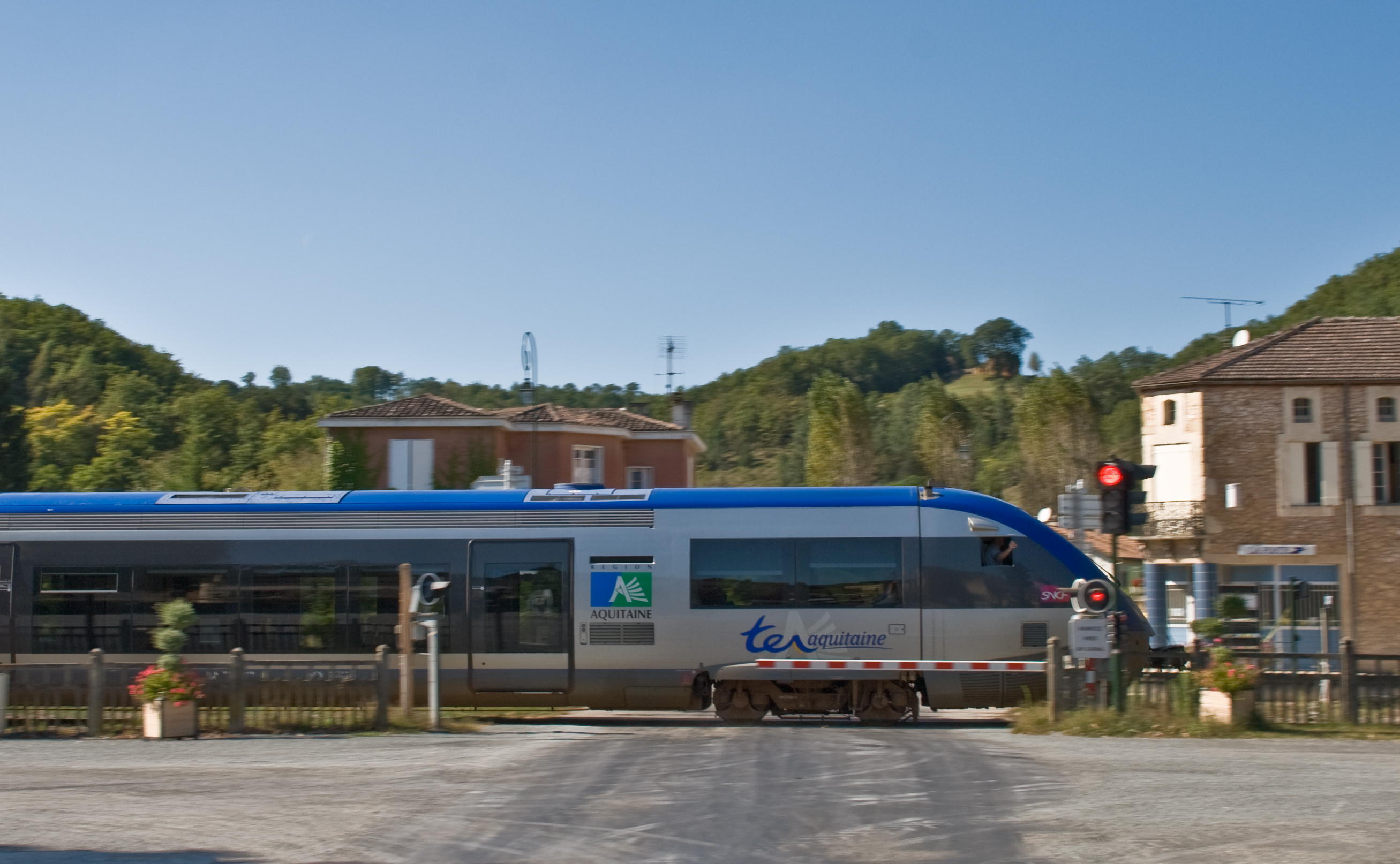
TER in Sauveterre, Lot et Garonne

TER Aquitaine is een voormalige spoorwegmaatschappij die tussen 2002 en 2017 het regionaal openbaar vervoer van de toenmalige regio Aquitanië in Frankrijk verzorgde. In 2017 fuseerde de TER Aquitaine met de TER Limousin en de TER Poitou-Charentes tot de huidige TER Nouvelle-Aquitaine. Dit naar aanleiding van de fusie van de respectievelijke regio's tot de regio Nouvelle-Aquitaine.

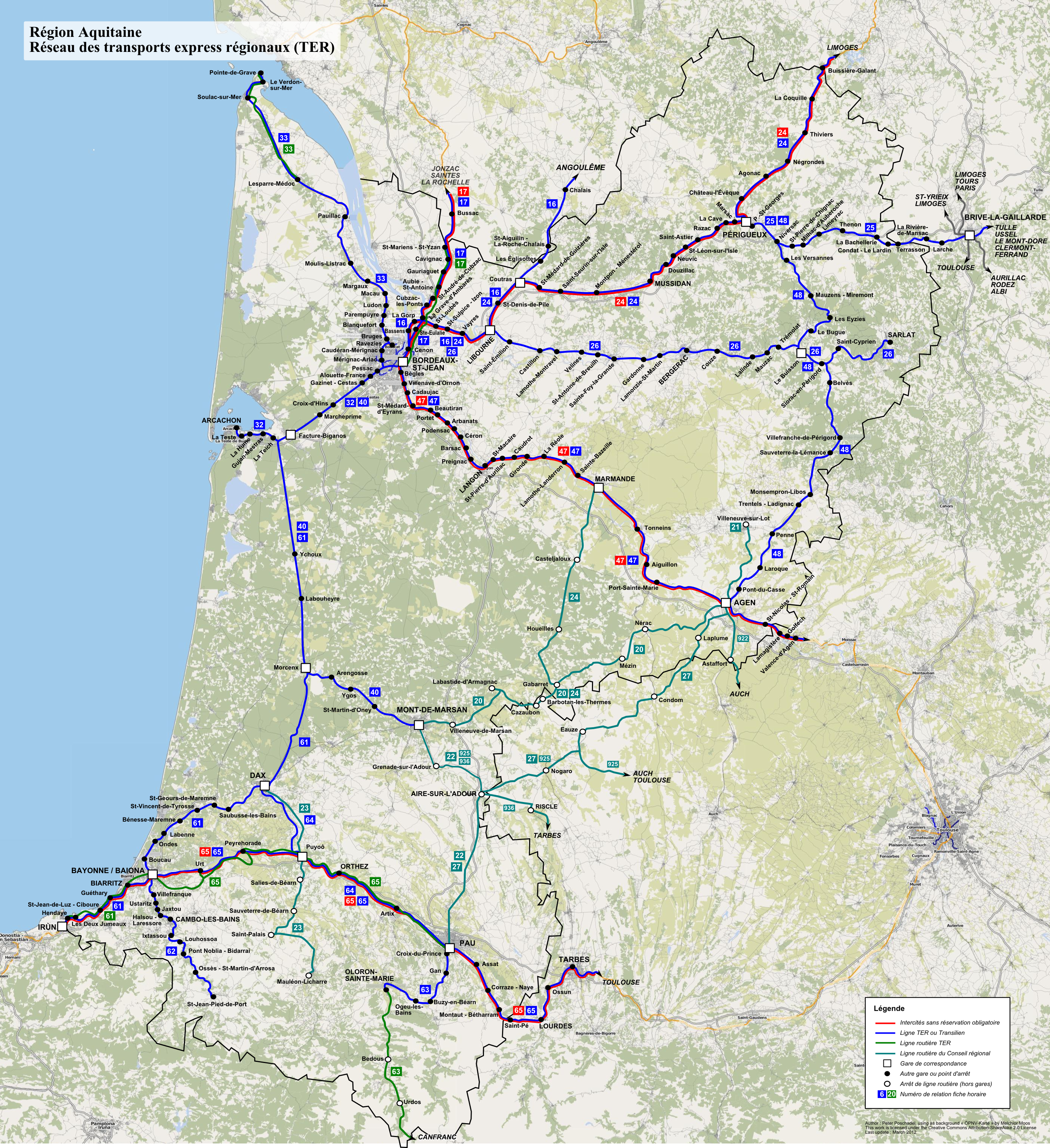
netwerkkaart TER Aquitaine

## Netwerk
| Lijn                               | Route | Frequentie |  |
| ---------------------------------- | --- | --- |  |
| 16                                 | Bordeaux-Saint-Jean - Cenon† - Bassens† - La Gorp† - Saint-Loubès† - Saint-Sulpice-Izon† - Vayres† - Libourne - Saint-Denis-de-Pile† - Coutras - Les Églisottes - Saint-Aigulin-La-Roche-Chalais - Chalais - Montmoreau - Angoulême | 2x daags Bordeaux–Angoulême, 1x per dag Coutras–Angoulême, bijkomende diensten tussen Bordeaux en Coutras     |  |
| 17                                 | Bordeaux-Saint-Jean - Saintes | |  |
| 24                                 | Bordeaux-Saint-Jean - Cenon† - Libourne - Coutras - Saint-Médard-de-Guizières† - Saint-Seurin-sur-l'Isle† - Montpon-Ménestérol - Mussidan - Douzillac† - Neuvic† - Saint-Léon-sur-l'Isle† - Saint-Astier - Razac† - La Cave† - Marsac† - Périgueux | 13x per dag, waarvan sommige verder naar Limoges (zie TER Limousin lijn 4) of Brive-la-Gaillarde (lijn 25)    |  |
| 25                                 | Périgueux - Niversac† - Saint-Pierre-de-Chignac† - Milhac-d'Auberoche† - Limeyrat† - Thenon - La Bachellerie† - Condat-Le Lardin - Terrasson - La Rivière-de-Mansac† - Larche† - Brive-la-Gaillarde | 12x per dag, waarvan sommige verder naar Bordeaux (zie lijn 24)                                               |  |
| 26                                 | Bordeaux-Saint-Jean - Cenon† - Saint-Loubès† - Saint-Sulpice-Izon† - Vayres† - Libourne - Saint-Emilion† - Castillon - Lamothe-Montravel† - Velines† - Saint-Antoine-de-Breuilh† - Sainte-Foy-la-Grande - Gardonne† - Lamonzie-Saint-Martin† - Bergerac - Couze† - Lalinde - Mauzac† - Trémolat† - Le Buisson - Siorac-en-Périgord† - Saint-Cyprien - Sarlat       | 6x per dag Bordeaux–Sarlat, 5x per dag Bordeaux–Bergerac, 1x per dag Libourne–Bergerac                        |  |
| 32                                 | Bordeaux-Saint-Jean ... Arcachon | |  |
| 33                                 | Bordeaux-Saint-Jean ... Pauillac ... Le Verdon-sur-Mer | |  |
| 40                                 | Bordeaux-Saint-Jean ... Mont-de-Marsan | |  |
| 47                                 | Bordeaux-Saint-Jean - Bègles† - Villenave-d'Ornon† - Cadaujac† - Saint-Médard-d'Eyrans† - Beautiran† - Portets† - Arbanats† - Podensac† - Cérons† - Barsac† - Preignac† - Langon - Saint-Macaire† - Saint-Pierre-d'Aurillac† - Caudrot† - Gironde† - La Réole - Lamothe-Landerron† - Sainte-Bazeille† - Marmande - Tonneins - Aiguillon - Port-Sainte-Marie - Agen | 10x per dag Bordeaux–Agen, 2x per dag Bordeaux–Marmande, 7x per dag Bordeaux–Langon, 1x per dag Marmande–Agen |  |
| 48                                 | Périgueux - Périgueux-Saint-Georges† - Niversac - Les Versannes† - Mauzens-Miremont† - Les Eyzies - Le Bugue - Le Buisson - Siorac-en-Périgord - Belvès - Villefranche-du-Périgord - Sauveterre-la-Lémance† - Monsempron-Libos - Trentels-Ladignac† - Penne - Laroque† - Pont-du-Casse† - Agen                                                                     | 4x per dag Périgueux–Agen, 2x per dag Périgueux–Le Buisson, 4x per dag Monsempron-Libos–Agen                  |  |
| 61                                 | Bordeaux-Saint-Jean - Pessac - Biganos-Facture - Ychoux† - Labouheyre† - Morcenx - Dax - Saubusse-les-Bains† - Saint-Geours-de-Maremne† - Saint-Vincent-de-Tyrosse - Bénesse-Maremne† - Labenne† - Ondres† - Boucau† - Bayonne - Biarritz - Guéthary† - Saint-Jean-de-Luz-Ciboure - Les Deux-Jumeaux† - Hendaye                                                    | 5x per dag Bordeaux–Hendaye, 9x per dag Dax–Hendaye, 1x per dag Bayonne–Hendaye                               |  |
| 62                                 | Bayonne - Villefranque† - Ustaritz - Jatxou† - Halsou-Larressore† - Cambo-les-Bains - Itxassou† - Louhossoa† - Pont-Noblia-Bidarray - Ossès-Saint-Martin-d'Arrossa - Saint-Jean-Pied-de-Port | 3x per dag |  |
| 63                                 | Pau - La Croix du Prince - Gan - Buzy - Ogeu-les-Bains - Oloron-Sainte-Marie | 8x per dag |  |
| 64                                 | Bordeaux-Saint-Jean - Pessac - Biganos-Facture - Ychoux† - Labouheyre† - Morcenx - Dax - Puyoô - Orthez - Artix - Pau | 4x per dag Bordeaux–Pau, 3x per dag Bordeaux–Dax, 4x per dag Dax–Pau                                          |  |
| 65                                 | Bayonne - Urt† - Peyrehorade - Puyoô - Orthez - Artix† - Pau - Assat† - Coarraze - Nay - Montaut - Bétharram† - Saint-Pé-de-Bigorre† - Lourdes - Ossun† - Tarbes | 2x per dag Bayonne–Tarbes, 2x per dag Bayonne–Pau                                                             |  |
| † = Niet alle treinen stopten hier | | |  |

Daarnaast was er nog een tiental buslijnen.